# Forest Laboratories
Forest Laboratories était une entreprise pharmaceutique américaine, basée à New York.
La société a été cotée NYSE jusqu'à son rachat par Actavis en 2014.

## Histoire
Le 8 janvier 2014, Forest Laboratories annonce le rachat de l'entreprise pharmaceutique Aptalis, spécialisé dans les traitements des systèmes digestifs et respiratoires, pour 2,9 milliards de dollars. 
En février 2014, Actavis annonce qu'il va racheter Forest Laboratories pour 25 milliards de dollars. En avril 2014, avant d'être intégré à Actavis, Forest Labs annonce l'acquisition de Furiex Pharma pour 1,46 milliard de dollars.